# Fascistas Británicos
Los Fascistas Británicos (en inglés, British Fascists, hasta 1924 denominados British Fascisti) fue la primera organización política de Reino Unido en reclamar la etiqueta de fascista, aunque el grupo tuvo poca unidad ideológica, aparte del antisocialismo durante gran parte de su existencia, y estuvo fuertemente asociado al conservadurismo. William Joyce, Neil Francis Hawkins, Maxwell Knight y Arnold Leese fueron algunos de los que pasaron por el movimiento como miembros y activistas.
Fue fundado el 6 de mayo de 1923 por Rotha Lintorn-Orman, una de las pocas mujeres que dirigió un movimiento abiertamente fascista. En 1927 adoptaron las camisas azules como uniforme. Al principio solo tenían una plataforma política limitada, pero apoyaron al fascismo italiano desde 1931 hasta su desaparición en 1934.